# David Silberman
David Silberman Gurovich (Santiago, Chile, 10 de junio de 1939-detenido desaparecido, 4 de octubre de 1974) fue un ingeniero civil chileno, militante del Partido Comunista de Chile y detenido desaparecido durante la dictadura militar. Al momento de su detención, era el Gerente General de Cobre Chuqui. Tenía 35 años y estaba casado.

## Biografía
David Silberman Gurovich, ingeniero civil de la Universidad de Chile, Gerente General de Cobre Chuqui, al 11 de septiembre de 1973, era militante del Partido Comunista. Luego del Golpe Militar del 11 de septiembre se presentó voluntariamente ante las nuevas autoridades, el Comandante Militar de Calama, Mayor Fernando Reveco Valenzuela. Se ordenó su detención y fue sometido a proceso por un el Consejo de Guerra de Calama. El 28 de septiembre de 1973 el Consejo de Guerra dictó sentencia condenándole a la pena de 10 años de prisión por delitos contemplados en la Ley de Seguridad del Estado y a 3 años por Ley de Control de Armas, debiendo cumplir su condena en Santiago.

## Detención
David Silberman, permaneció en la Penitenciaría de Santiago hasta el 4 de octubre de 1974, cuando fue sacado del recinto carcelario por agentes de la DINA que falsificaron documentos del Ejército para engañar a Gendarmería logrando la entrega del detenido. Los agentes de la DINA trasladaron a David Silberman a la casa de José Domingo Cañas n° 1367. Luego el 5 de octubre fue llevado a 4 Álamos, desde donde desaparece a fines de octubre o primeros días del mes de noviembre. Sobre el operativo de la DINA que sacó a David Silberman de la cárcel, da cuenta el propio director general de Prisioneros. Dice el director que "con fecha 4 de octubre de 1974, a las 18:40 horas se entregó al detenido David Silberman Gurovich al Teniente de Ejército Alejandro Quinteros Romero  quien lo retiró con una orden escrita del Coronel don Marcelo Rodríguez. De la estadía de David Silberman en los recintos de la DINA, tras haber sido secuestrado de la Penitenciaría, dan cuenta los testimonios de ex-prisioneros que sobrevivieron a las torturas y a los métodos de muerte y desaparecimiento. Cristián Van Yurick Altamirano, detenido por la DINA el 12 de julio de 1974, cuenta en su testimonio que a finales del mes de octubre de 1974, encontrándose en la pieza n°13 de 4 Álamos llegó David Silberman Gurovich. El le contó que venía de la pieza n°12 del mismo recinto en donde había permanecido solo. También le contó que lo habían sacado de la Penitenciaría de Santiago llevándolo a José Domingo Cañas, en donde lo habían torturado e interrogado acerca de las mismas materias sobre las cuales versó el proceso en el cual se le había condenado. En la casa de José Domingo Cañas, fue interrogado por Marcelo Moren Brito y por Miguel Krassnoff Martchenko, quienes se jactaban de "que a ellos no se les escapaba nadie", por lo cual él temía que se cumpliera la orden de asesinarlo.

## Proceso judicial en dictadura
Su cónyuge, Mariana Abarzúa Rojo, realizó múltiples gestiones para dar con su paradero luego de ser sacado de la Penitenciaría. El 14 de octubre de 1974 se presentó recurso de amparo en su favor ante la Corte de Apelaciones de Santiago, rol 1249-74, en el cual se requirió información a los Ministros del Interior y de Defensa. El recurso fue rechazado el 27 de noviembre de 1974, a la vez que los antecedentes fueron remitidos a la Fiscalía para que los agregue al proceso.  Se realizó un proceso 1053-74 instruido en la Segunda Fiscalía Militar de Santiago, en la causa consta lo informado por Gendarmería con respecto al procedimiento utilizado para sacar a Silberman de la Penitenciaría. También se consigna que tanto DINA como los demás organismos de Seguridad negaron toda participación en los hechos. Posteriormente, la DINA emite un informe agregado a la causa, en el que expresa que se ha comprobado definitivamente que Silberman, militante comunista, fue sacado de la Penitenciaría por el "archienemigo" del Partido Comunista, el MIR. En el proceso constan dos declaraciones de testigos que estuvieron los días posteriores al 4 de octubre con Silberman, primero en una casa de la DINA ubicada en José Domingo Cañas y luego en 4 Álamos, también bajo control de la DINA. El 23 de agosto de 1976 el Fiscal en su dictamen pide sobreseimiento de la causa en razón de estar acreditado el secuestro del ofendido, pero no el autor del mismo.

## Informe Rettig
Familiares de David Silberman presentaron su testimonio ante la Comisión Rettig. Comisión de Verdad que tuvo la misión de calificar casos de detenidos desaparecidos y ejecutados durante la dictadura. Sobre el caso de David Silberman, el Informe Rettig señaló que:

“El 4 de octubre de 1974, desapareció David SILBERMAN GUROVICH, ex-Gerente General de la empresa COBRE-CHUQUI durante el Gobierno de la Unidad Popular, ingeniero y militante comunista. El afectado había sido condenado en el consejo de guerra de Calama (ver informe de la II Región) a la pena de 13 años de prisión.
A diferencia de los demás condenados en Calama, David Silberman fue trasladado el 30 de septiembre de 1973 a la Penitenciaría de Santiago a cumplir su condena (varios de los condenados y colaboradores de David Silberman en COBRE-CHUQUI fueron ejecutados al margen de todo proceso, en octubre de 1973, por una comitiva militar llegada desde Santiago).
En una compleja operación que incluye suplantación de identidades, intervención de teléfonos, falsificación de documentos y otras artimañas, David Silberman fue secuestrado desde la penitenciaría por agentes de la DINA.
Hay numerosos testigos que dan cuenta de su permanencia en el recinto de José Domingo Cañas donde fue intensamente torturado.  Asimismo hay testimonios de su presencia posterior en Cuatro Alamos desde donde desapareció a fines de octubre. El proceso judicial que se sigue logra establecer que David Silberman fue sacado de la penitenciaría por un oficial de Ejército cuya identidad resultó ser falsa y que detrás de la operación están conocidos agentes de la DINA. Frente a la evidencia del proceso, la DINA presentó un informe en que atribuye la autoría del hecho al MIR y específicamente a un supuesto mirista muerto en un enfrentamiento de nombre Claudio Rodríguez, en poder del cual se habrían encontrado los documentos de identidad militar falsos.
En el proceso, personal de Gendarmería señaló que Claudio Rodríguez no era la persona que sacó a David Silberman y que el documento usado para ello no era el que presentó la DINA como encontrado en poder de esa persona.  También señalaron que el vehículo y los acompañantes que traía el supuesto oficial eran conocidos por ellos como de la DINA. La versión entregada por la DINA fue respaldada por el Gobierno quien lo informó así en carta dirigida por la Presidencia de la República a la familia.
La Comisión estima que es posible llegar a la convicción de que David Silberman fue secuestrado y desapareció por acción de la DINA, en violación de sus derechos humanos. Para ello ha tenido en cuenta los antecedentes resumidos, y en particular:
Los testimonios que de forma precisa dan cuenta de su permanencia en recintos de la DINA.
La inverosimilitud de la versión oficial que es desmentida por las pruebas del proceso judicial.
La evidencia de la participación de agentes de la DINA en el secuestro.
Informaciones recibidas por esta Comisión dan cuenta de que el objetivo del secuestro de David Silberman era el obtener una gran cantidad de dinero de la empresa donde Silberman trabajaba y que los agentes de la DINA suponían él se habría llevado consigo.  Esa creencia parece haberse originado de parte de agentes de la DINA que habían participado en la comitiva que viajó a Calama y que, junto con oficiales locales, dio muerte a otros funcionarios de COBRE-CHUQUI.

Junto con consignar ese aparente motivo, como explicación de los antecedentes que se reunieron sobre el caso, esta Comisión debe dejar constancia de que recibió información que da cuenta de que investigaciones internas realizadas por CODELCO despejan cualquier duda sobre la honestidad de David Silberman en el desempeño de su cargo.” 

## Proceso judicial en democracia
Luego de la detención de Augusto Pinochet en Londres, se activaron los juicios de derechos humanos. El caso de David Silberman fue investigado por el ministro en Visita Jorge Zepeda. El 27 de septiembre de 2005, el ministro Jorge Zepeda dictó sentencia en caso de David Silberman, en su resolución el magistrado condenó a la pena de 7 años de presidio, como autores del delito de secuestro calificado, a los exagentes de la DINA, Manuel Contreras Sepúlveda y Marcelo Moren Brito. 
En la etapa de investigación, el magistrado logró establecer la siguiente secuencia de hechos: 

“a) Que el 15 de septiembre de l973,  David Silberman Gurovich, casado, ingeniero civil, padre de tres menores en esa época, Gerente General de la empresa del Estado Cobre Chuqui, militante del  partido comunista, quedó detenido por orden del Comandante Militar de la Zona Norte.

b) En la ciudad de Calama David Silberman Gurovich, fue sometido a un procedimiento denominado “Consejo de Guerra”, el que lo condenó a dos penas privativas de libertad de 10 años, por delito en contra de la Seguridad del Estado, y de 3 años por trasgredirla Ley de Control de Armas.  
c) Para el cumplimiento de las condenas mencionadas David Silberman Gurovich fue trasladado a la Penitenciaría de Santiago, en ese entonces Centro de Detención, donde fue recibido el día 30 de septiembre de l973, por el Alcaide Subrogante Jorge Nelson Ortiz Aedo, donde debía cumplir las condenas mencionadas. 
d) Posteriormente, el día 04 de octubre de l974, alrededor de las 18,30 horas, se presentó en esa unidad penal una patrulla militar, con funcionarios pertenecientes a la Dirección Nacional de Inteligencia, DINA,  a cargo de un Oficial de Ejército, con el fin de retirar desde ese recinto a David Silberman Gurovich, el que utilizó con tal ilícito propósito la estratagema de emplear el nombre supuesto de “Alejandro Quinteros Romo”, e hizo entrega al Alcaide Subrogante, Jorge Nelson Ortiz Aedo, de un  documento falso que portaba de la “Asesoría Militar a los Tribunales de Tiempo de Guerra”, firmada por un supuesto Coronel Marcelo Rodríguez, jefe de dicha asesoría, la que llevaba el timbre respectivo; petición que dicho oficial pidió que fuera corroborada al teléfono Nº 516403, lo que el Alcaide Subrogante señor Ortiz Aedo hizo, hecho este último que formaba parte del ardid creado para sorprender a la autoridad, puesto que, previamente, con tal propósito los hechotes, solicitaron al militar a cargo de la intervención de la Compañía de Teléfonos de Chile, que desde la Planta Chiloé, ubicada en el paradero 5 de Vicuña Mackenna, hicieran funcionar técnicamente dicho número telefónico.
Antes de entregar a David Silberman Gurovich, el Alcaide Subrogante mencionado, ordenó levantar el acta  correspondiente y los agentes de la DINA - los que fueron reconocidos por los  gendarmes presentes en el lugar del hecho, como los que antes habían trasladado a detenidos hasta ese recinto  - se retiraron junto con su víctima en un vehículo de color blanco, trasladándolo hasta un centro de detención oculto de la DINA, donde lo mantuvieron a cargo del jefe del recinto y del organismo al que pertenecían.
d) Que los familiares de David Silberman Gurovich realizaron diversos intentos para saber del lugar en que éste se encontraba y poder sacarlo de las manos de sus captores, y al resultar negativas estas gestiones, incluidas las efectuadas ante el organismo de la Iglesia Católica, Vicaría de la Solidaridad, con fecha 14 de octubre de l974, su cónyuge presentó un recurso de amparo ante la Corte de Apelaciones de Santiago, solicitando que se le tributara justicia y, para ello, que se oficiara ordenando que informaran al tenor del habeas corpus la Dirección General de Prisiones, el Alcaide de la Penitenciaría, al Ministro de Defensa y el Ministerio del Interior; 
e) Fue así como el día 18 de noviembre de l974, llegó a la Corte de Apelaciones de Santiago, el oficio secreto Nº 309 del Ministerio de Justicia, donde se aseguraba que los hechos estaban denunciados ante el Segundo Juzgado Militar de Santiago, en el que se había iniciado el sumario con el Rol Nº 1.053 – 74; luego, el día 24 de noviembre de ese año, el Director General de Prisiones, mediante oficio reservado Nº 636, informó: “Que, con fecha 04 de octubre de l974, a las 18:40 horas, se entregó al detenido David Silberman Gurovich, al teniente de Ejército Alejandro Quinteros Romo, identificado mediante su correspondiente Tarjeta de Identificación Profesional, quien lo retiró con una orden escrita del Coronel  Marcelo Rodríguez V., Asesor Militar de los Consejos de Guerra en los Tribunales Militares. El reo fue retirado en un vehículo color blanco, marca “Willy”, de fabricación  Argentina, Ika – Renault, en cuyo interior había personal de Ejército uniformado al igual que el teniente Sr. Quinteros y armados con fusiles;”
f) Las últimas noticias del paradero del hasta hoy desaparecido David Silberman Gurovich, están dadas por diversos ex detenidos de los recintos o lugares de detención de la DINA,  en calle José Domingo  Cañas de la comuna de Ñuñoa  y en “Cuatro Alamos”.
g) Que, por último, el mando superior de la DINA, con el objetivo de ocultar la operación de secuestro de David Silberman Gurovich, programó y dio a conocer que cadáveres de personas muertas en atentados en la República Argentina, una de los cuales, que se pretendía simular perteneciente  a Silberman,  fue arrojado en un sitio eriazo del centro de la ciudad de Buenos Aires.
La identidad que se les quiso atribuir, al igual que en el caso del cuerpo destrozado que se atribuía a Silberman, correspondía a chilenos desaparecidos, entre éstos, los de Jaime Robotham Bravo, Luis Guendelmen Wisniak y Juan Carlos Perelman Ide; todo  lo cual resultó ser  inverosímil y falso, como se comprobó posteriormente, al ser detenido por actividades de espionaje, el funcionario del Banco del Estado de Chile, sucursal Buenos Aires, Enrique Lautaro Arancibia Clavel, a quien se le encontró por sus captores, documentación de dicha actividad secreta de desinformación”.

En segunda instancia el caso fue resuelto el 29 de abril de 2008, cuando la Corte de Apelaciones de Santiago confirmó la sentencia dictada en primera instancia por el juez Jorge Zepeda contra los exagentes de la DINA. 
El caso judicial de David Silberman concluyó el 20 de abril de 2009, cuando la Corte Suprema ratificó la sentencia condenatoria del magistrado Jorge Zepeda. La Sala Penal de la Corte Suprema resolvió a confirmar la pena de prisión de 7 años para los exagentes de la DINA, Manuel Contreras Sepúlveda y Marcelo Moren Brito.